# PDXK
PDXK (англ. Pyridoxal kinase) – білок, який кодується однойменним геном, розташованим у людей на короткому плечі 21-ї хромосоми. Довжина поліпептидного ланцюга білка становить 312 амінокислот, а молекулярна маса — 35 102.
| 10         |  | 20         |  | 30         |  | 40         |  | 50         |
| ---------- |  | ---------- |  | ---------- |  | ---------- |  | ---------- |
| MEEECRVLSI |  | QSHVIRGYVG |  | NRAATFPLQV |  | LGFEIDAVNS |  | VQFSNHTGYA |
| HWKGQVLNSD |  | ELQELYEGLR |  | LNNMNKYDYV |  | LTGYTRDKSF |  | LAMVVDIVQE |
| LKQQNPRLVY |  | VCDPVLGDKW |  | DGEGSMYVPE |  | DLLPVYKEKV |  | VPLADIITPN |
| QFEAELLSGR |  | KIHSQEEALR |  | VMDMLHSMGP |  | DTVVITSSDL |  | PSPQGSNYLI |
| VLGSQRRRNP |  | AGSVVMERIR |  | MDIRKVDAVF |  | VGTGDLFAAM |  | LLAWTHKHPN |
| NLKVACEKTV |  | STLHHVLQRT |  | IQCAKAQAGE |  | GVRPSPMQLE |  | LRMVQSKRDI |
| EDPEIVVQAT |  | VL         |  |            |  |            |  |            |

A: Аланін

C: Цистеїн

D: Аспарагінова кислота

E: Глутамінова кислота

F: Фенілаланін

G: Гліцин

H: Гістидин

I: Ізолейцин

K: Лізин

L: Лейцин

M: Метіонін

N: Аспарагін

P: Пролін

Q: Глутамін

R: Аргінін

S: Серин

T: Треонін

V: Валін

W: Триптофан

Кодований геном білок за функціями належить до трансфераз, кіназ, фосфопротеїнів. 
Задіяний у таких біологічних процесах, як ацетилювання, альтернативний сплайсинг. 
Білок має сайт для зв'язування з АТФ, нуклеотидами, іонами металів, іоном цинку. 
Локалізований у цитоплазмі.